# Alleynea
Alleynea, monotipski rod crvenih algi smješten u tribus Polysiphonieae, dio porodice Rhodomelaceae. Jedina vrsta je A. bicornis, dubokovodna alga kod zapadnih obala Južne Australije.